# Олуја са Сунца
Олуја са Сунца (енгл. Sunstorm) роман је из 2005. који су написали Стивен Бакстер и Артур Кларк, и друга је књига у трилогији Временска одисеја. Прва књига је Око времена а трећа Прворођени.

## Тандем Артур Кларк и Стивен Бакстер
Артур Кларк и Стивен Бакстер су се удружили и написали заједно први роман Светлост других дана који је доживео велики успех. После тога су се поново удружили и написали Временску одисеју састављену из три дела.

## Радња
У Кларковој Временској одисеји се помињу Прворођени, прва интелигентна бића која су започела бескрајну мисију регулисања свесног живота у космосу, не би ли спречили друга бића да користе превише његове енергије. Прворођени су стари колико и сам свемир. Главна јунакиња првог дела Временске одисеје, Бизеза Дат, је враћена у 2037. годину из које је одведена у првој књизи, путем ванземаљског артефакта ока са Мира, света који је настао као Дисконтинуитет, пачворк делова Земље из различитих временских епоха. Земља је суочена са неизбежном катаклизмом. Планета је намерно послата на почетку људске ере у Сунце и сад је Сунце темпирана стеларна бомба која треба да експлодира 2042. године. Људски род се удружује и прави заштини омотач око Земље као одбрану од експлозије Сунца.

### Место радње
Место радње је Месец и Земља.

## Ликови
- Бизеза Дат
- Мира Дат
- Бад Туки
- Шивон Мекгоран
- Аристотел, Талес и Атина, вештачка интелигенција третирана као не-људи
- Јуџин Менглс
- Михаил Мартинов